# Desejo de Amar
"Desejo de Amar" é uma canção da cantora brasileira Ivete Sangalo, gravada para seu terceiro álbum ao vivo Multishow ao Vivo: Ivete Sangalo no Madison Square Garden (2010). Foi lançada como o segundo single do álbum em 6 de janeiro de 2011, através da Universal Music Brasil.

## Recepção da crítica
Ana Berón, do "Mirador Nacional", disse que "Desejo de Amar" e "Acelera Aê (Noite do Bem)", eram as mais cantadas pelo público e que Ivete Sangalo é "uma mulher que sabe levar o axé ao mundo".

## Paradas
A canção estreou na 91ª posição na Hot 100 Airplay, em fevereiro. No mês seguinte, a canção saltou para a 74ª colocação. Na Regional Salvador Hot Songs, a canção estreou em 2º lugar e permaneceu na mesma colocação em março, caindo no mês seguinte, abril, para a 4ª colocação.
| Paradas (2011)                                  | Melhor posição |
| ----------------------------------------------- | -------------- |
| BR Billboard Hot 100 Airplay                    | 74             |
| BR Billboard Brasil Regional Salvador Hot Songs | 2              |

## Histórico de lançamento

### Adição nas rádios
| País   | Data                 | Formato    |
| ------ | -------------------- | ---------- |
| Brasil | 6 de janeiro de 2011 | Mainstream |